# Skarn

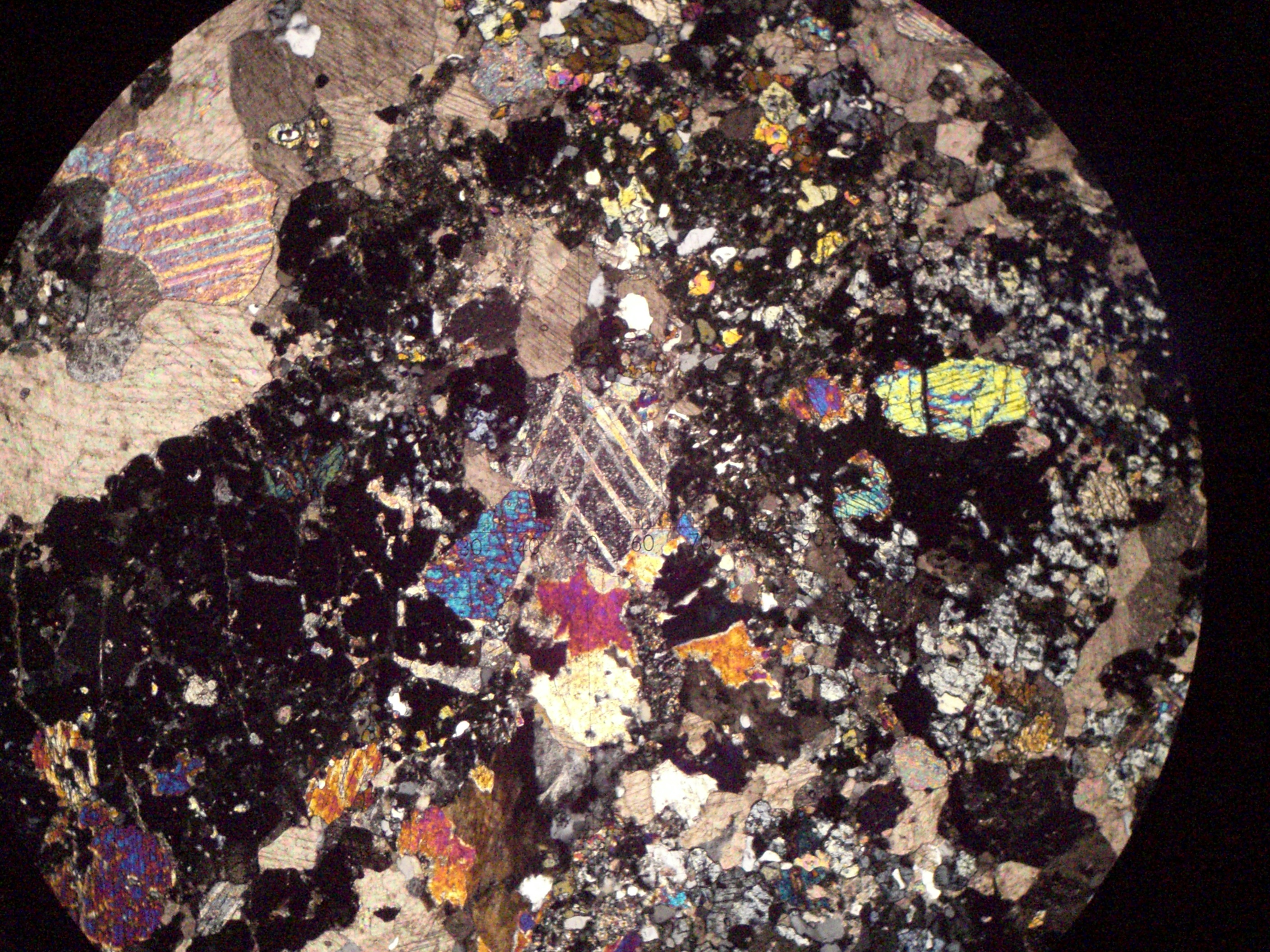
Skarn dưới kính hiển vi phân cực

Skarn hay skacnơ là những silicat có chứa calci. Skarn chủ yếu được hình thành trong đới tiếp xúc giữa các xâm nhập mácma granit vào các đá trầm tích cacbonat như đá vôi và doloston. Nước mang nhiệt từ mácma granit chứa nhiều silica, sắt, nhôm, và magnesi. Dung dịch này hòa trộn trong đới tiếp xúc làm hòa tan các đá cacbonat giàu calci, và biến đá cacbonat ban đầu thành các tích tụ skarn. Đá biến chất được hình thành có thể bao gồm nhiều tập hợp khoáng vật khác nhau phụ thuộc phần lớn vào thành phần ban đầu của dung dịch mácma và độ tinh khiết của các đá trầm tích cacbonat.

## Hình thành
Skarn thuộc nhóm đá silicat calci và liêu quan đến sự xâm nhập của granit thường là granit kiểu S (nguồn góc biến chất từ vỏ hay trầm tích). Skarn hiếm thấy trong các loại đá granit kiểu khác, do đặc điểm hóa của dung dịch và ứng xử kết tinh của kiểu M (nguồn từ manti) và kiểu I (nguồn gốc biến chất xâm nhập mácma). Granit kiểu S có khả năng tạo ra chất lỏng ở pha cuối giàu silica, các nguyên tốc không tương thích và halide do chúng thường chứa nhiều kali, bị oxy hóa và ngậm nước.
Exoskarn được hình thành khi chất lỏng còn lại từ quá trình kết tinh của granit tách khỏi khối đá ở giai đoạn cuối của sự thay thế. Khi các chất lỏng này tiếp xúc với đá phản ứng, thường là các đá cacbonat, như limestone hay dolostone, các chất lỏng phản ứng với chúng tạo ra các đá biến chất trao đổi.
Do các chất lỏng này mang các chất ở dạng hòa tan của silica, sắt, kim loại, halide. lưu huỳnh nên đá được thành tạo thường có sự kết hợp phức tạp của các khoáng vật giàu calci, magnesi và cacbonat.

## Tích tụ quặng
Skarn thường là đá chứa các quặng đồng, chì, kẽm, sắt, vàng, molypdem, thiếc, và wolfram. Các ví dụ về các mỏ skarn nổi tiếng:
- Mỏ Pine Creek (tungsten), Quận Inyo, California, USA
- Mỏ Ok Tedi (vàng và đồng), Western Province (Papua New Guinea)
- Mỏ Avebury (Nickel), Zeehan, Tasmania, (Australia)